# Alexander Wienerberger
Alexander Wienerberger (8. prosince 1891, Vídeň – 5. ledna 1955 Salcburk ) byl rakouský chemický inženýr, který pracoval 19 let v chemických podnicích v SSSR. Je známý tím, že v Charkově vytvořil a uložil fotografie hladomoru z let 1932–1933, které jsou fotografickým dokladem masového hladovění obyvatel Ukrajiny v té době.

## Životopis
Alexander Wienerberger se narodil v roce 1891 (jiné zdroje uvádějí chybně 1898) v hlavním městě Rakouska-Uherska ve Vídni, v česko-židovské rodině. Ačkoli jeho otec byl národností Žid, Alexander se podle jeho dcery pokládal za Rakušana a ateistu.
Od roku 1910 do roku 1914 studoval na Filozofické fakultě na Vídni. Během první světové války byl mobilizován do rakousko-uherské armády, účastnil se bitev na východní frontě a v roce 1915 byl zajat .
V roce 1917 se mohl přestěhovat do Moskvy, kde založil s přáteli chemickou laboratoř. Na podzim 1919 se pokusil uprchnout ze sovětského Ruska do Rakouska přes Estonsko na falešné doklady, ale v Pskově byl zatčen důstojníky Čeky a odsouzen za špionáž. Značnou část 20. let strávil ve vězení Lubjanka v Moskvě. Během jeho pobytu v ruském vězení sovětská vláda ocenila jeho odbornou kvalifikaci. Zahraniční vězni pracovali ve výrobě, Wienerberger byl jmenován inženýrem pro výrobu laků a barev a později pracoval v továrnách na výrobu výbušnin  .
V roce 1927 se rozpadlo jeho manželství s Josefinou Rönimoisovou z rodiny baltských Němců, která spolu s dcerou Annemarie a synem Alexandrem zůstala v Estonsku (později se Annemarie přestěhovala do Rakouska).
V roce 1928 Wienerberger poprvé po zajetí navštívil své příbuzné ve Vídni a uzavřel nové manželství s Lilly Zimmermann, dcerou výrobce ze Schwechatu. Po jeho návratu do Moskvy byla zrušena omezení, která jeho manželce bránila přestěhovat se do Sovětského svazu. V roce 1931 se manželům narodila dcera Margot (sovětská vláda umožňuje ženě inženýra vrátit se do Vídně po dobu narození) .
Na počátku 30. let žila rodina Wienerbergerů v Moskvě, kde Alexander zastával vedoucí pozici v chemické továrně. V roce 1932 byl poslán do Ljubučan (Moskevský kraj), kde byl technickým ředitelem továrny na umělé hmoty, a v roce 1933 byl poslán do podobné pozice v Charkově.

### Fotografické doklady o hladomoru 1932–1933.

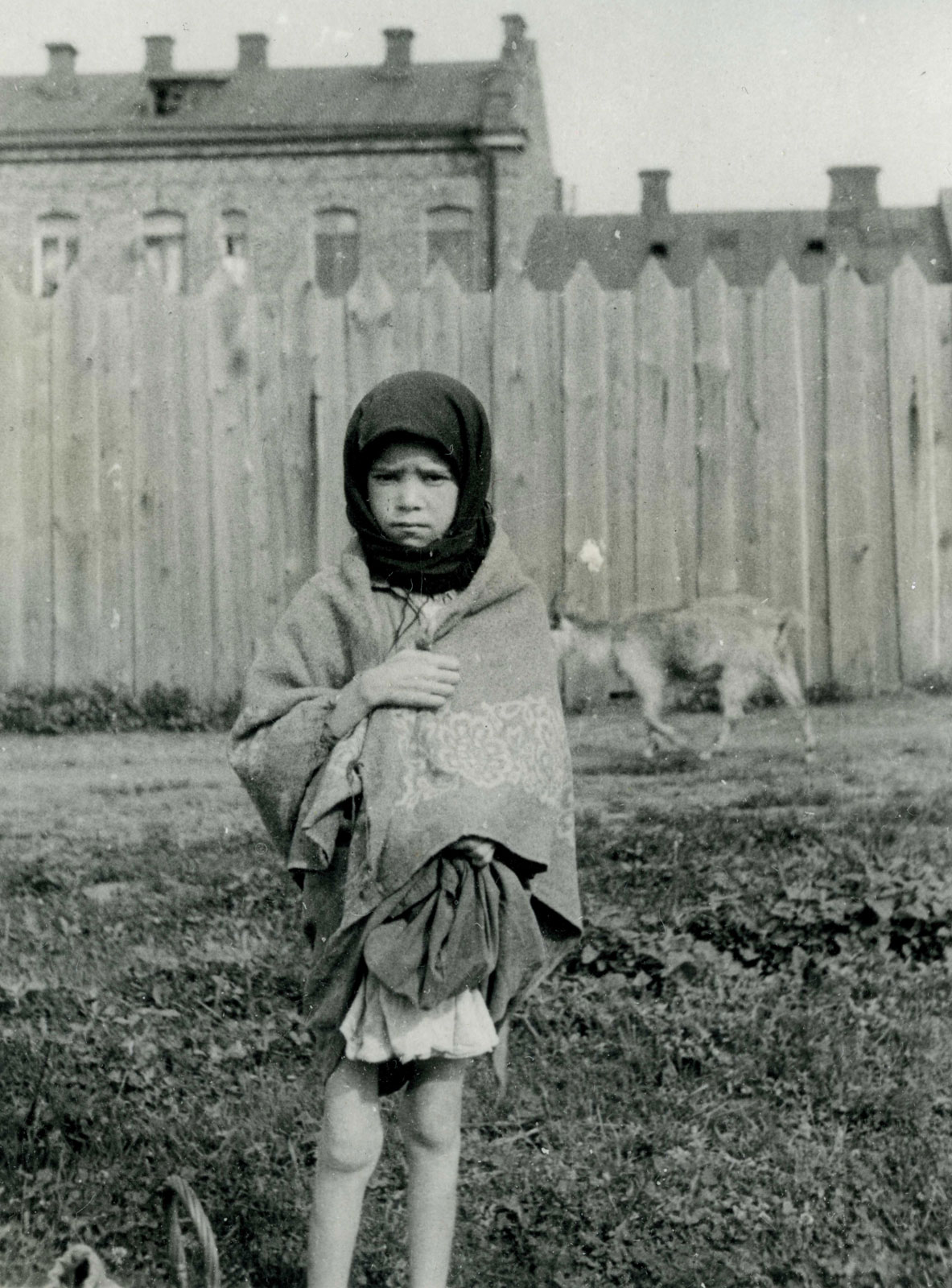
Fotografie hladové dívky z Charkova je jednou z nejznámějších fotografií Hladomoru. Autor: Alexander Wienerberger.

Wienerberger žil v Charkově, tehdejším hlavním městě ukrajinské SSR, byl svědkem masivního hladomoru a fotografoval scény, které viděl na ulicích města, navzdory hrozbě zatčení NKVD .
Během svého pobytu v Charkově tajně vytvořil asi 100 fotografií města během Hladomoru. Jeho fotografie zachycují fronty hladových lidí v obchodech, hladovějící děti, těla lidí, kteří zemřeli hlady v ulicích Charkova, i masové hroby obětí hladovění. Své fotografie vytvářel německou kamerou Leica, která mu pravděpodobně předali přátelé ze zahraničí .
V roce 1934 odešel Wienerberger do Rakouska a poslal negativy diplomatickou poštou prostřednictvím rakouského velvyslanectví. Rakouská diplomacie trvala na takové opatrnosti, protože byla vysoká pravděpodobnost prohlídky osobních věcí inženýra na hranici a nález fotografií mohl ohrozit jeho život. Po návratu do Vídně předal Wienerberger fotografie kardinálovi Theodorovi Innitzerovi, který je společně s generálním tajemníkem Mezinárodního výboru národnostních menšin Ewaldem Ammendem předal Lize národů .
V roce 1934 vydala Vlastenecká fronta v Rakousku Wienerbergerovy materiály jako malou brožuru s názvem „Rußland, wie es wirklich ist“ (Rusko, jaké skutečně je), ale bez uvedení zdroje 
Wienerbergerovy fotografie poprvé zpřístupnil veřejnosti v roce 1935 v knize „Musí Rusko hladovět? “(Muss Russland Hungern?) Ewald Ammende bez uvedení autora kvůli obavám o jeho bezpečnost  . V roce 1939 vydal Alexander Wienerberger v Rakousku svou vlastní knihu vzpomínek o životě v Sovětském svazu, ve které jsou dvě kapitoly věnovány hladomoru . Fotografie byly také zahrnuty do jeho monografie publikované v roce 1942.
V roce 1944 Wienerberger sloužil jako styčný důstojník pro ROA. Po válce se mu podařilo zabránit přesunu do sovětských jednotek – skončil v americké okupační zóně v Salcburku, kde zemřel v roce 1955.